# Quartet (album Pat Metheny Group)
Quartet – ósmy studyjny (jedenasty w dyskografii) album grupy Pat Metheny Group, wydany w 1996 r. przez wytwórnię Geffen Records.

## Lista utworów
1. „Introduction” (Metheny) – 0:56
2. „When We Were Free” (Metheny) – 5:39
3. „Montevideo” (Mays, Metheny, Rodby i Wertico) – 2:55
4. „Take Me There” (Mays i Metheny) – 3:39
5. „Seven Days” (Metheny) – 4:04
6. „Oceania” (Mays) – 3:47
7. „Dismantling Utopia” (Mays, Metheny, Rodby i Wertico) – 6:52
8. „Double Blind” (Mays) – 4:15
9. „Second Thought” (Metheny) – 2:50
10. „Mojave” (Metheny) – 3:37
11. „Badland” (Mays, Metheny, Rodby i Wertico) – 7:31
12. „Glacier” (Mays) – 1:25
13. „Language of Time” (Mays i Metheny) – 7:33
14. „Sometimes I See” (Metheny) – 6:01
15. „As I Am” (Metheny) – 5:04

## Skład zespołu
- Pat Metheny – gitary
- Lyle Mays – fortepian, instrumenty klawiszowe
- Steve Rodby – gitara basowa
- Paul Wertico – perkusja, instrumenty perkusyjne

## Miejsca na listachBillboardu
| Rok  | Lista                        | Miejsce |
| ---- | ---------------------------- | ------- |
| 1996 | The Billboard 200            | 187     |
| 1996 | Top Contemporary Jazz Albums | 1       |